# Гильом-Раймон де Со

Виконтство Лабур на карте Гаскони

Гильом-Раймон де Со (Guillaume-Raymond de Sault) — последний виконт Лабура (Байонны).
Сын Марии де Лабур (ум. после 1178) и её первого мужа Арно де Со, сеньора де Со де Аспаррана.
Около 1165 года женился на Милескю, даме де Лагенж.
В 1192 году после смерти дяди, Арно-Бертрана де Лабура, унаследовал виконтства Лабур и Арберу.
В 1193 году уступил виконтство Арберу своей сестре Бертранде де Со, жене Раймона-Арно сеньора де Кам. Однако вскоре Арберу оказался во владении Наварры.
В апреле того же года Гильом-Раймон де Со продал все свои права на виконтство Лабур (Байонна) английскому королю Ричарду Львиное Сердце за 3680 флоринов.
Дети:
- Пьер Арно I, сеньор де Со;
- Пьер Бернар де Со, канонник в Лескаре;
- Арно II де Со, сеньор Со сюр ле Люи.